# Korenschijnspurrie
Korenschijnspurrie (Spergularia segetalis, synoniem: Delia segetalis, Spergula segetalis) is een eenjarige plant uit de anjerfamilie (Caryophyllaceae), die van nature voorkomt in Zuid- en Zuidwest-Europa. De soort staat op de Nederlandse Rode lijst van planten als niet meer aanwezig in Nederland. Is vroeger uitsluitend in Zuid-Limburg waargenomen en na 1939 verdwenen. Het aantal chromosomen is 2n = 18.
De plant wordt 2 - 10 cm hoog en heeft dunne, opstijgende, onbehaarde stengels. De 10 - 15 mm lange en 0,3 - 0,8 mm brede lijnvormige bladeren hebben een stekel aan de punt. De zilverkleurige steunblaadjes zijn bovenaan gefranjerd. De bovenste schutbladen ontbreken.
Korenschijnspurrie bloeit van mei tot in juli met witte 2 - 3 mm grote bloemen in een losse bloeiwijze. De bloemkroon is de helft korter dan de kelk. De spitse kelkbladen zijn tot aan de groene gevleugelde middennerf vliezig. De lange, afstaande bloemstelen zijn na de bloei teruggeslagen. De bloem heeft drie stempels.
De vrucht is een driekleppige doosvrucht. De zwarte, peervormige, 0,3-0,4 mm grote zaden hebben wrattige puntjes en zijn niet gevleugeld.

## Ecologie en verspreiding
Korenschijnspurrie wordt gevonden op zonnige, open, vochtige, matig voedselrijke, kalkrijke, zandige leemgrond. Het is een bewoner van graanakkers, maar is in Zuid-Limburg ook in andere biotopen gezien zoals rivieroevers en akkers met een andere teelt. De efemere (kortstondig aanwezige) plant, die in Nederland uitsluitend in Zuid-Limburg is waargenomen, heeft vooral een Zuid- en Zuidwestelijke Europese verspreiding en bereikte in Zuid-Limburg, Westfalen en Polen de noordgrens van haar areaal. In de beide laatste landen is de soort zeer zeldzaam geworden en in Nederland na 1939 verdwenen. De soort is echter ook in de overige delen van haar areaal sterk achteruit gegaan; deze teruggang is te wijten aan de intensivering van de landbouw, het braak leggen van extensief gebruikte akkers en het stoppen van kleinschalige verstoring. Bestuiving geschiedt hoofdzakelijk door insecten; de zaden worden hoofdzakelijk door de wind verspreid.